# Associação de Futebol de Cuba
A Associação de Futebol de Cuba (em espanhol: Asociación de Fútbol de Cuba) é o órgão dirigente do futebol em Cuba. Ela é a responsável pela organização dos campeonatos disputados no país (Campeonato Cubano de Futebol) , bem como da Seleção Nacional.